# 三原綱木
三原 綱木（みはら つなき、1945年11月3日 - ）は、日本のギタリストで、「三原綱木とザ・ニューブリード」バンドマスター。
ジャッキー吉川とブルー・コメッツのメンバー（ギター担当）。
妻はケイ・アンナ。兄はザ・ベストテンの美術を担当した三原松助。現在の所属事務所はG・ステージ、ニューブリードとしてはタバタ音楽事務所である。

## 経歴
疎開先である母の郷里・新潟県東蒲原郡三川村字綱木村（三原誕生時は合併により三川村。現：阿賀町）生まれ。旧綱木村で生まれたことから名前を付けたが、本来綱木村は"ツナギ"村と読むが、語呂が悪いので"ツナキ"にした。父方の三原家はもと長州藩士。長州藩士はルーツを広島県に持つため、苗字が広島の地名に由来する者が多い。綱木の父方の祖父は吉田松陰や西郷隆盛、桂小五郎とやりとりした手紙を持っていたという。　
綱木の生後1年で一家は東京に移り三鷹市に居を構える。当時の三鷹はアメリカ兵を相手にするパンパンが多く、母が開いた「三原洋装店」は、パン助相手の洋服を作ってはバンバン売れて大繁盛し、都内に5店舗を構えるまでになり、その後、はとバスや全国各地のバスガイドの制服も手掛けるようになった。このため家は裕福で綱木も幼少より楽器に親しんだ。末っ子で母に溺愛されたのを始まりとし、パンパンにも可愛がられチョコレートを毎日貰ったため歯を悪くした。小学3年の時、レコード店で米兵がギターを弾いているのを見てギターを買ってもらう。小学4年の時から三鷹にあったギター教室でクラシック・ギターを習い、高校1年の時からジャズギターを勉強し、クラブのジャズバンドに参加する。しかし母が事業に失敗し、もともと勉強が嫌いだった綱木は、私立高千穂高校（東京都杉並区。現在は廃校）を中退する。その後、渡辺プロダクション系列大橋プロダクション所属の「ファイヤーボール」で約2年間の活動を経て、1964年に田村亘の後任としてブルー・コメッツに入った。
「銀色の波」（「北国の二人」のB面）、「マイ・サマー・ガール」（草原の輝きのB面）などのカップリング曲や、「雨の赤坂」「津軽の海」「希望にみちた二人のために」といった、主にブルー・コメッツの中期から後期に掛けての作品など幅広く作曲を担当し、ブルー・コメッツの全盛期を築いた。また、「北国の二人」ではメインボーカルを担当している。
ブルー・コメッツ脱退後は「パイナップル・プリンセス」など洋楽のカバーで知られる歌手の田代みどりと結婚し、「つなき&みどり」として1972年に「愛の挽歌」で再デビューしたが、田代との離婚によりこのデュオは解散。
1976年から8年間は、郷ひろみのバックバンドのリーダーをつとめた。1986年から同じブルー・コメッツのメンバーだった小田啓義の後を継いで、ビッグバンド「ニューブリード」のバンドマスターに就任。以後、「小田啓義とニューブリード」は「三原綱木とザ・ニューブリード」に名称変更。但し、正式にバンドマスターに就任する前年の1985年よりフジテレビ系列の「夜のヒットスタジオ」ではダン池田の後任として同番組限定という形でニューブリードのバンドマスターを務めていた。
「NHK歌謡コンサート」「NHK紅白歌合戦」などのステージで指揮や編曲を担当しており、時には曲調をクラシック風にしてエンディング部分を壮大に盛り上げるなどの大胆なアレンジを見せる。一方、近年はブルー・コメッツを再結成させ、数々の番組に出演している。ものまね王座決定戦でバンドマスターを務めた際には、指揮棒を振りながらもカメラがパンするとカメラ目線で笑うなど画面を意識したリアクションを行った。
2015年11月15日、HIT STUDIO TOKYOにて自身の70歳古希を祝うスペシャルライブ「三原綱木 Happy 70th Birthday LIVE」をザ・ニューブリードのバックバンドと共に行った。

### 2000年以降の主なソロ出演
- 2010年11月7日放送テレビ東京「歌の楽園」（デュエットソング特集）でロザンナと共に『愛の奇跡』をデュエット披露した。
- 2011年7月12日放送「NHK歌謡コンサート」（リズム弾ける！夏の恋）では田代みどりと当時のエピソードと共につなき＆みどり解散以来34年ぶりとなる共演を果たし「愛の挽歌」をデュエット披露した。
- 2012年には音楽活動50周年を記念し、日本エンカフォンレコードより初のソロシングル「あとの祭りだョ」を発表。同年2月7日の『NHK歌謡コンサート』で自ら歌唱した。
- 2014年12月11日テレビ朝日「徹子の部屋」にケイ・アンナと夫婦出演して馴れ初めなどエピソードを披露した[4]。
- 2015年5月19日放送の「NHK歌謡コンサート」（名人戦　歌こそ我が人生！）ではジャッキー吉川とブルーコメッツとして郷ひろみと共演し、「ブルーシャトー」を披露した。
- 2015年11月15日、東京八重洲口にあるライブレストランHIT STUDIO TOKYOにて「三原綱木Happy 70th LIVE」を開催した。
- 2016年3月8日放送回の「NHK歌謡コンサート」（やる気！前向き！元気ソング！）では、「真赤な太陽」で市川由紀乃とデュエットをしギター演奏も披露した。
- 2016年8月27日放送、第48回「NHK思い出のメロディー」（歌で泣いて歌で笑った！ゴールデンヒットパレード）～GSスペシャルバンド～コーナーで堺正章、井上順を中心とした各GSグループメンバーが総出演しジャッキー吉川らと共に『ブルー・シャトウ』をギター演奏で歌唱披露した。
- 2016年10月30日NHK BSプレミアム放送、「第16回 虹の架け橋 まごころ募金コンサート」（歌でつなぐ心の絆）主催：日本音楽事業者協会において演奏担当三原綱木とザ・ニューブリードと同時にGSヒット曲コーナーで『ブルー・シャトー』を五木ひろしと共にメインでギターなしで歌唱披露した。
- 2016年12月12日放送、由紀さおりの素敵な音楽館（BS-TBS）「由紀さおりの素敵な日本レコード大賞」の回でレコード大賞各賞受賞歌手が集合して受賞曲及び代表ヒット曲を披露、三原綱木も「ブルー・シャトウ」を始め「青い瞳」「北国の二人」を生演奏と共にギターを弾いて歌唱披露した。
- 2017年9月13日放送、テレビ朝日の徹子の部屋に親友の「ロザンナ」と出演して長年の親友エピソードを披露した。
- 2019年7月24日ニューヨーク州にて地元メディアの「週刊N・Y生活ニュース」第734回に出演、カジキズ三原綱木カーネギーと題しミニライブを行った。また同時にニューヨーク総領事に出向き山野内大使を表敬訪問した。
- 2024年3月31日、寺内タケシとブルージーンズ・スペシャルライブ（神戸モズライトカフェ）※ゲスト出演
- 2024年4月8・9日、ブルーコメッツ同窓会・三原綱木＆小田啓義 越後湯沢温泉バスの旅（ホテル双葉）
- 2024年5月29・30日、GSスペシャルライブ（LINE CUBE SHIBUYA・渋谷公会堂）
- 2025年1月7日、飛鳥Ⅱ「新春 グループサウンズクルーズ」で船上ライブ

#### 所属事務所
- 渡辺プロダクション（ジャッキー吉川とブルー・コメッツ）[5]
- 大橋プロダクション（ジャッキー吉川とブルー・コメッツ）[6]
- バーニングプロダクション（つなき&みどり）[7]
- バーニングプロダクション（三原綱木）※郷ひろみ専属バンドマスター[8]
- オフィス・アタック（ジャッキー吉川とブルー・コメッツ）[9]
- タバタ音楽事務所（ザ・ニューブリード）[10]
- Ｇ・ステージ

## 主な作曲作品
- 誘惑 / 都会の女 （2016年 / 綱木&真里）
- 雨の赤坂
- 津軽の海
- 希望にみちた二人のために
- 僕は40℃（1977年 / 田島真吾）
- 鯱（1993年/鳥羽一郎）
- 愛のくちづけ (2018年 / ザ・ジュリアンズ)

## 主なテレビ番組レギュラー出演
※何れも三原綱木とザ・ニューブリードのバンドマスター、指揮として / 太字は現在も担当の番組
- 『夜のヒットスタジオ』（フジテレビ）（1985 - 1986年）
- 『ヒットスタジオ・演歌』（フジテレビ）（1989年 - 1990年）
- 『スターどっきり(秘)報告』（フジテレビ）（1985 - 1986年）
- 『世界紅白歌合戦』（フジテレビ）（1985年）
- 『FNS歌謡祭』（フジテレビ）（1985年）
- 『ザ・サンデー -THE SUNDAY-』（1985年）
- 『ミルッきゃナイDay』（フジテレビ）（1986年）
- 『オールスターものまね王座決定戦』（フジテレビ）（1985 - 1992年）
- 『NHK歌謡ステージ』（NHK総合テレビジョン）（1986 - 1988年）
- 『NHK紅白歌合戦』（NHK総合）（1986年 - 2015年）
- 『思い出のメロディー』（NHK総合）（1987年 - 2019年 ）
- 『歌謡パレード』（NHK総合）（1988 - 1991年）
- 『郷ひろみの宴ターテイメント』（テレビ朝日）（1989年）
- 『歌謡リクエストショー』（NHK総合）（1991 - 1992年）
- 『NHKヒットステージ』（NHK総合）（1992 - 1993年）
- 『NHK歌謡コンサート』（NHK総合）（1993年 - 2016年）
- 『家族で選ぶにっぽんの歌』（NHK総合）（1995年 - 2014年）
- 『虹の架け橋 まごころ募金コンサート』（NHK BSプレミアム、主催：日本音楽事業者協会）（2000年 - 2019年[11]）
- 『全国縦断にっぽん演歌の夢祭り』（制作：オフィスプロペラ）（2002年 - ）